# Katastrofa sterowca LZ 18
Katastrofa sterowca LZ 18 – katastrofa lotnicza sterowca niemieckiej Cesarskiej Marynarki Wojennej L2, konstrukcji Zeppelina, która wydarzyła się 17 października 1913 na lotnisku Johannisthal w Berlinie. Jedna z pierwszych wielkich katastrof lotniczych, z wieloma ofiarami śmiertelnymi.

## Przebieg
Sterowiec szkieletowy LZ 18 produkcji Luftschiffbau Zeppelin był drugim sterowcem zamówionym przez Kaiserliche Marine – nosił oznaczenie L2. Maszyna miała 158 m długości, 16,6 m średnicy, ważyła pusta 20,185 ton. 27 tys. m³ wodoru w 18 balonetach pozwalało unieść ładunek użyteczny 11 ton. Statek powietrzny napędzany był czterema silnikami Maybacha o mocy 180 KM każdy. Podstawowa załoga liczyła 17 osób.
LZ 18 był nową maszyną, która odbyła swój dziewiczy lot miesiąc wcześniej, 9 września 1913 roku. Po lotach próbnych, 20 września przybyła do Johannisthal, by odbyć oficjalne próby przed przyjęciem do służby, z mieszaną załogą z Marynarki Wojennej i fabryki Zeppelina. 17 października sterowiec miał odbyć próby wysokościowe.
Rankiem LZ 18 został wyprowadzony z hangaru i pozostawał na ziemi, podczas gdy mechanicy dokonywali naprawy silnika, który nie chciał wystartować. Na pokładzie maszyny znajdowało się 28 osób: 13 z załogi Marynarki, pod dowództwem kpt. Freyera i poruczników: Trenka, Hansmanna i Buscha, trzech inżynierów Zeppelina z kpt. Gluudem, komisja przedstawicieli wydziału lotnictwa Marynarki, wśród której byli jej przewodniczący, kmdr.por. Behnisch, dwóch konstruktorów Marynarki: inż. Pietzker i Neumann, i trzej sekretarze, Lehmann, Priess i Eisele, a jako dodatkowy pasażer porucznik baron von Bleuel. Pięciu regularnych załogantów, w tym zastępca dowódcy, pozostało na ziemi, wraz z wymontowaną radiostacją, by zmniejszyć obciążenie maszyny. Około godz. 10 uruchomiono silniki i kwadrans potem maszyna oderwała się od ziemi, wznosząc się dość stromo w kierunku zachodnim.

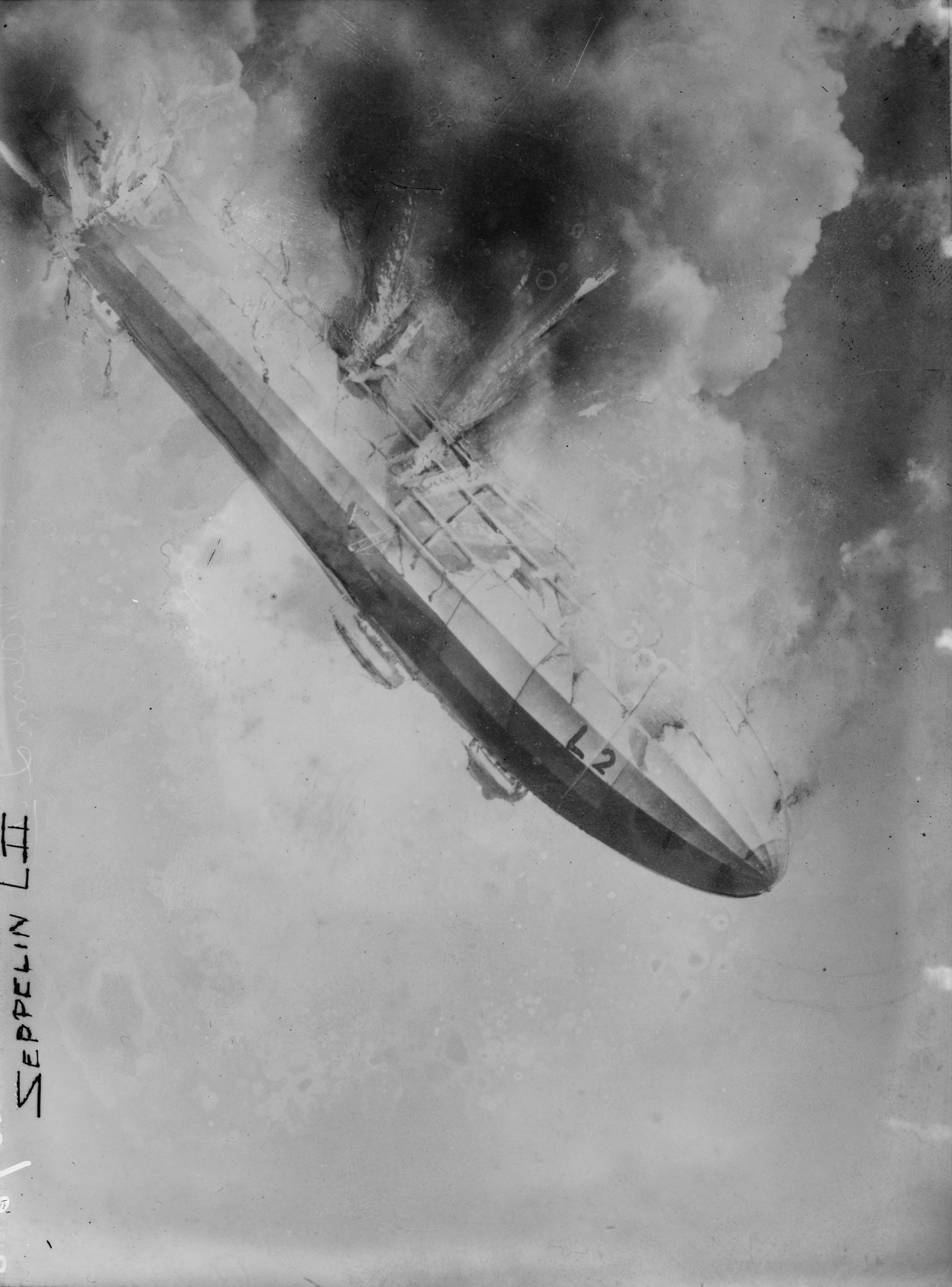
Artystyczne wyobrażenie pożaru LZ 18 – w rzeczywistości płomienie ogarnęły wpierw dolną część kadłuba, od strony gondol, nie zaś górną, jak na rycinie

Według oficjalnego raportu, gdy sterowiec osiągnął wysokość ok. 200 m, między kadłubem a przednią gondolą silnikową pojawił się ogień, który rozprzestrzenił się błyskawicznie i doprowadził do wybuchu. Maszyna zaczęła powoli opadać, na wysokości ok. 40 m nastąpiła kolejna eksplozja i sterowiec zwalił się na ziemię; w chwili upadku słyszalny był trzeci wybuch. Z płonących szczątków udało się wydobyć trzy żywe osoby, z których dwie zmarły wkrótce potem; jeden oficer – por. Bleuel – został przewieziony do szpitala, jednakże zmarł jeszcze tego samego wieczora. Świadkowie zgadzali się, że płomień pojawił się tuż przed pierwszym wybuchem, a eksplozja, która nastąpiła była dość silna, by wybić okna na kilkaset metrów dookoła. Oddział saperów próbował gasić pożar wrakowiska i dostać się do gondol, ale musiał czekać aż płomienie opadną. W chwili wypadku w powietrzu znajdował się samolot, którego pilot zdołał utrzymać kontrolę nad maszyną i wylądować, choć zemdlał wkrótce potem.

## Epilog

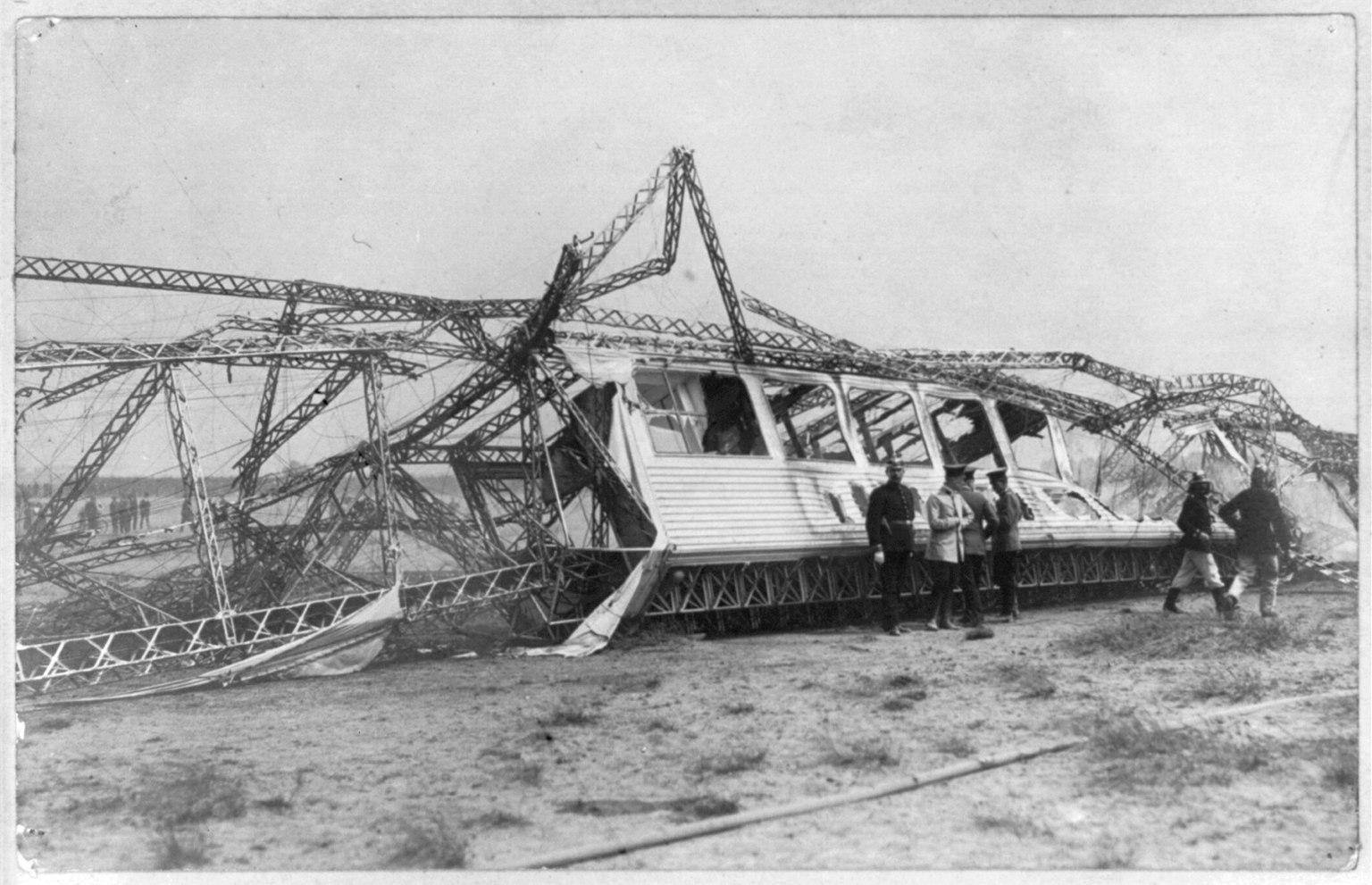
Szczątki gondoli LZ 17

Na miejscu zdarzenia zjawili się wkrótce wysocy rangą przedstawiciele Armii, Marynarki i władz, w tym książę Adalbert, i specjaliści tacy jak konstruktor sterowców August von Parseval. Sterowiec uległ kompletnemu zniszczeniu, częściowo zachowały się resztki szkieletu usterzenia i silniki; udało się wszakże ustalić, że gaśnice w przedniej gondoli zostały wykorzystane, więc załoga próbowała walczyć z ogniem. Najbardziej prawdopodobnym wyjaśnieniem katastrofy był zapłon gazu, uchodzącego z zaworów ulgi. Powłoka sterowca mogła się nagrzać, gdy maszyna czekała na lotnisku w porannym słońcu, podnosząc ciśnienie w zbiornikach. Podczas raptownego wznoszenia, by wyrównać ciśnienie, automatyczne zawory, umieszczone na dole zbiorników, rozpoczęły wypuszczanie nadmiaru gazu. Zeppeliny nie miały przewodów odprowadzających wodór na szczyt kadłuba (wprowadzono je dopiero w 1916 roku) i mieszanina piorunująca gazu i powietrza została, dzięki nieszczęśliwym rozwiązaniom aerodynamicznym, zassana do wnętrza gondoli, gdzie uległa zapłonowi od iskry silnika.

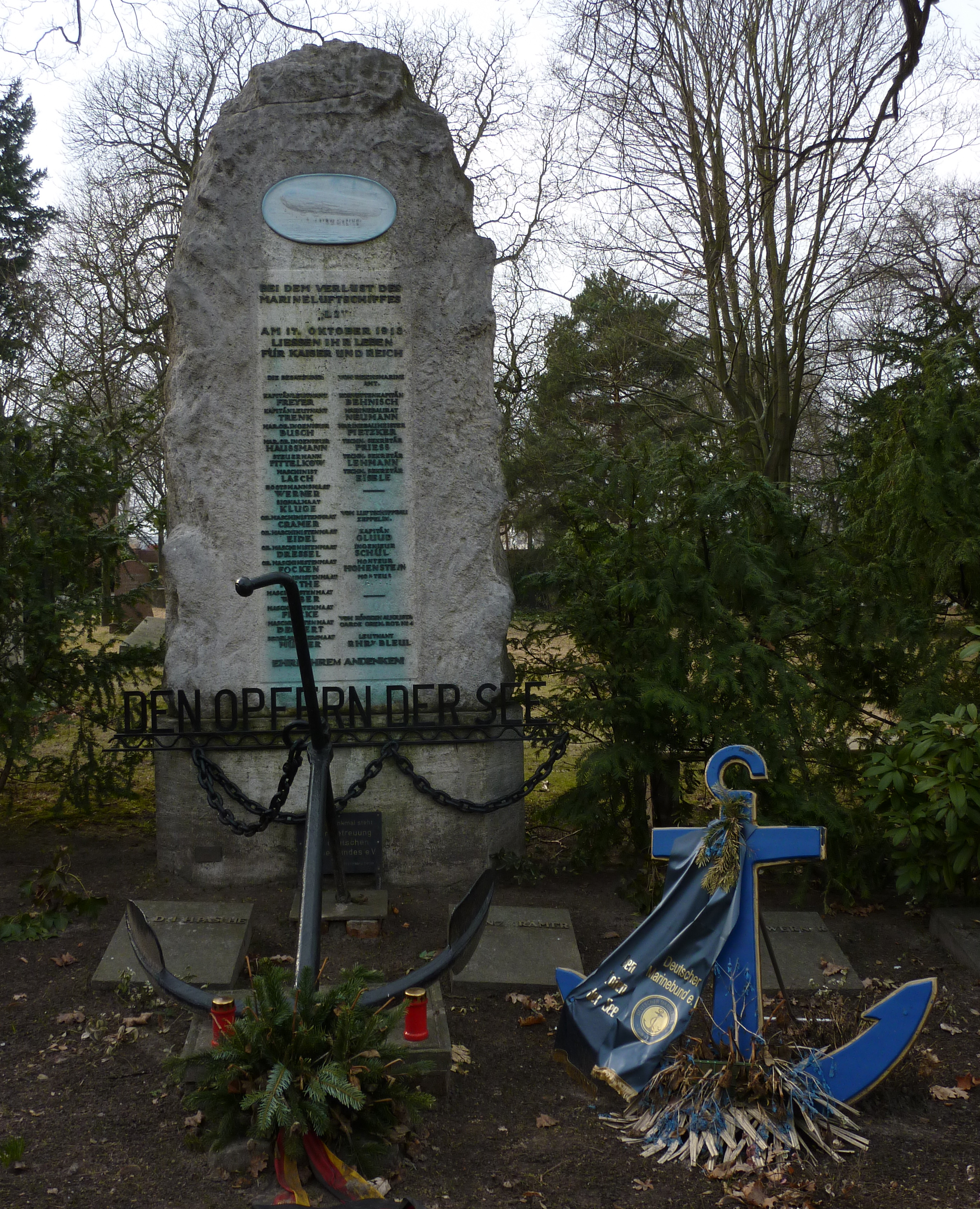
Wspólny grób ofiar katastrofy na cmentarzu Tempelhof

Katastrofa wywołała w Niemczech wielkie poruszenie. Na uroczystym pogrzebie załogi zjawili się przedstawiciele rodziny królewskiej (książęta Eitel Fryderyk, Adalbert, August Wilhelm, Oskar i Joachim) i najwyższych władz: kanclerz Bethmann Hollweg, adm. Tirpitz i Szef Sztabu Generalnego, gen. von Moltke, a także hrabia Zeppelin. Ten ostatni pokłócił się zresztą ostro z Tirpitzem, oskarżając nieżyjącego Priezkera, który miał znaczny udział w konstrukcji sterowca, i Admiralicję, o błędy, z powodu których wydarzyła się katastrofa.
Krytycy Zeppelina i sterowców wszczęli wielką dysputę, zwłaszcza że ledwie kilka tygodni wcześniej, katastrofie uległ poprzedni sterowiec Marynarki – L1 (LZ 17), ze stratą 14 z 20 członków załogi. W tych dwóch wypadkach zginął praktycznie cały doświadczony personel sterowców Marynarki. Adwokat sterowców półsztywnych, Victor Silberer, krytykował konstrukcje szkieletowe; inni zwracali uwagę na „odporność” zespołu Zeppelina na uwagi krytyczne, dotyczące budowy statków powietrznych. Maximilian Harden atakował zaś megalomanię władzy, której ceną jest życie lotników. Ostatecznie nie miało to jednak wpływu na kontynuowanie współpracy pomiędzy siłami zbrojnymi Cesarstwa i przedsiębiorstwem Zeppelina.